# Fušimi Inari-taiša
Fušimi Inari-taiša (japonsky 伏見稲荷大社) je hlavní šintoistická svatyně kami (tj. božstva) Inari, která se nachází ve čtvrti Fušimi v Kjótu, Japonsko. Hlavní svatyně se nachází na úpatí 233 m vysoké hory pojmenované rovněž Inari. Nicméně se jedná o komplex šintoistických svatyní rozprostřených jak na hoře Inari tak v jejím okolí, které spojují lesní stezky lemované mnoha červeno-oranžově (rumělkově) zbarvenými branami torii. Svatyně je známá a navštěvována hlavně díky více než deseti tisícům bran torii, které jsou rozmístěny na stezkách vedoucích od hlavní svatyně přes vrchol hory Inari v okruhu, který měří zhruba 4 km.

## Historie
Nejstarší zaznamenané stavby v areálu pocházejí z roku 711, což několik desetiletí před tím, než se Kjóto stalo v roce 794 hlavním městem. V roce 942 byla svatyně povýšena na nejvyšší stupeň šintoistických svatyní. Během 15. století bylo množství staveb zníčeno jak při požárech a rabování, nicméně na jeho konci, v roce 1499, byla založena hlavní svatyně.
Už od počátku bylo Fušimi-Inari vyhrazeno bohům (kami) saké, rýže a zemědělství, ale obchodníci ho uctívají také jako patrona obchodu a prosperity. Pro přilákání přízně těchto kami, a tím získání úspěchu ve svém podnikání, sponzoruje mnoho firem, obchodníků ale i jednotlivců vznik nových bran. Na každé bráně je pak zaznamenáno kdy a kdo ji daroval. Díky oblibě se tato svatyně stala hlavním sídlem pro desetitisíce dalších svatyní božstva Inari po celém Japonsku.

## Lišky
Jedním z hlavních a nepřehlédnutelných symbolů svatyně jsou všudypřítomné sochy lišek – kicune. Lišky jsou v japonské mytologii považovány za pozitivní postavy, které v tomto případě slouží jako poslové božstva Inari. Sochy kicune mají v tlamách často různé předměty jako klíče, svitky, klenoty atp., které symbolizují různá poselství. Pro získání jejich přízně je lidé často oblékají např. čepicemi, šálami nebo rouškami.

## Galerie

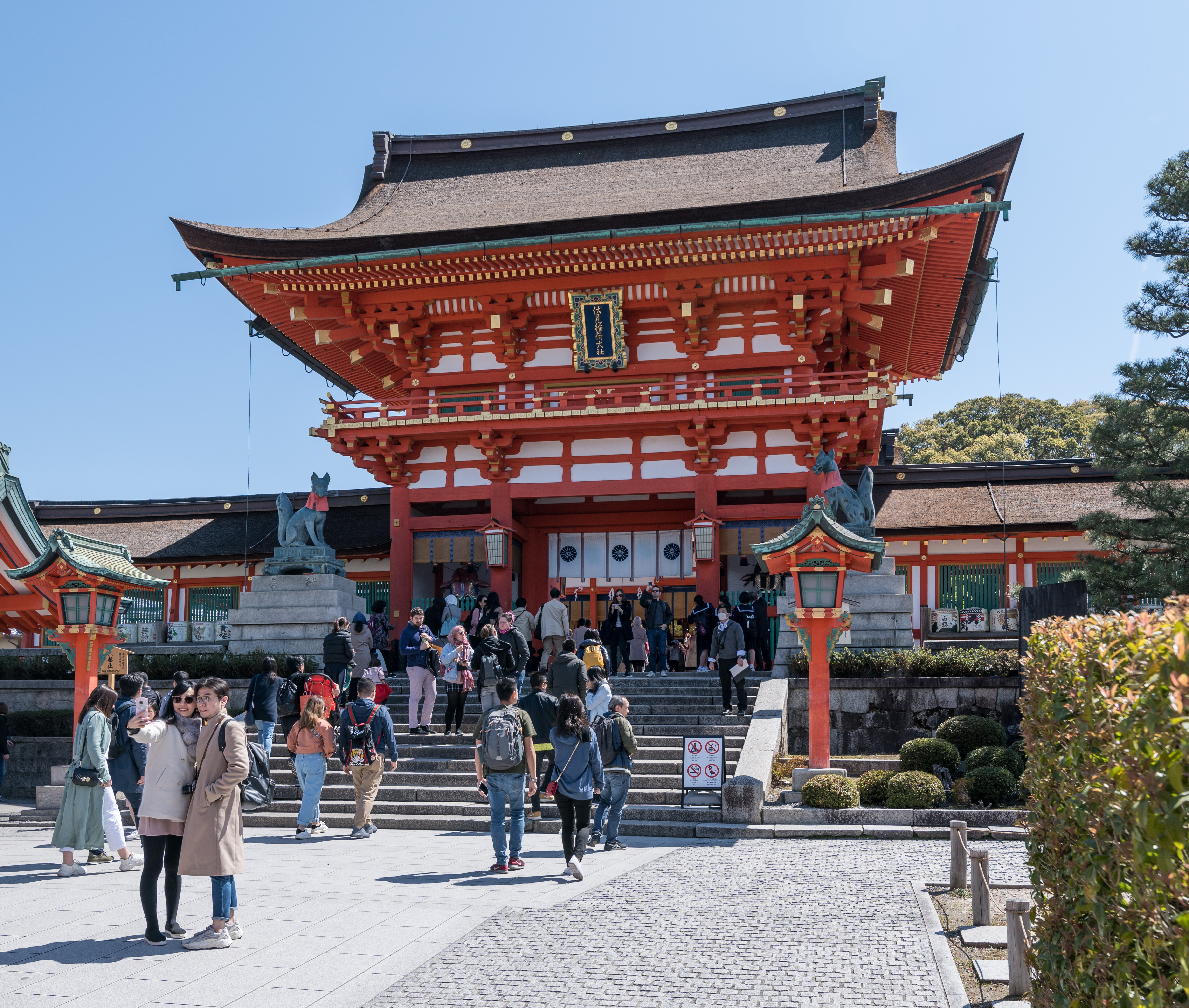
Hlavní vstupní budova
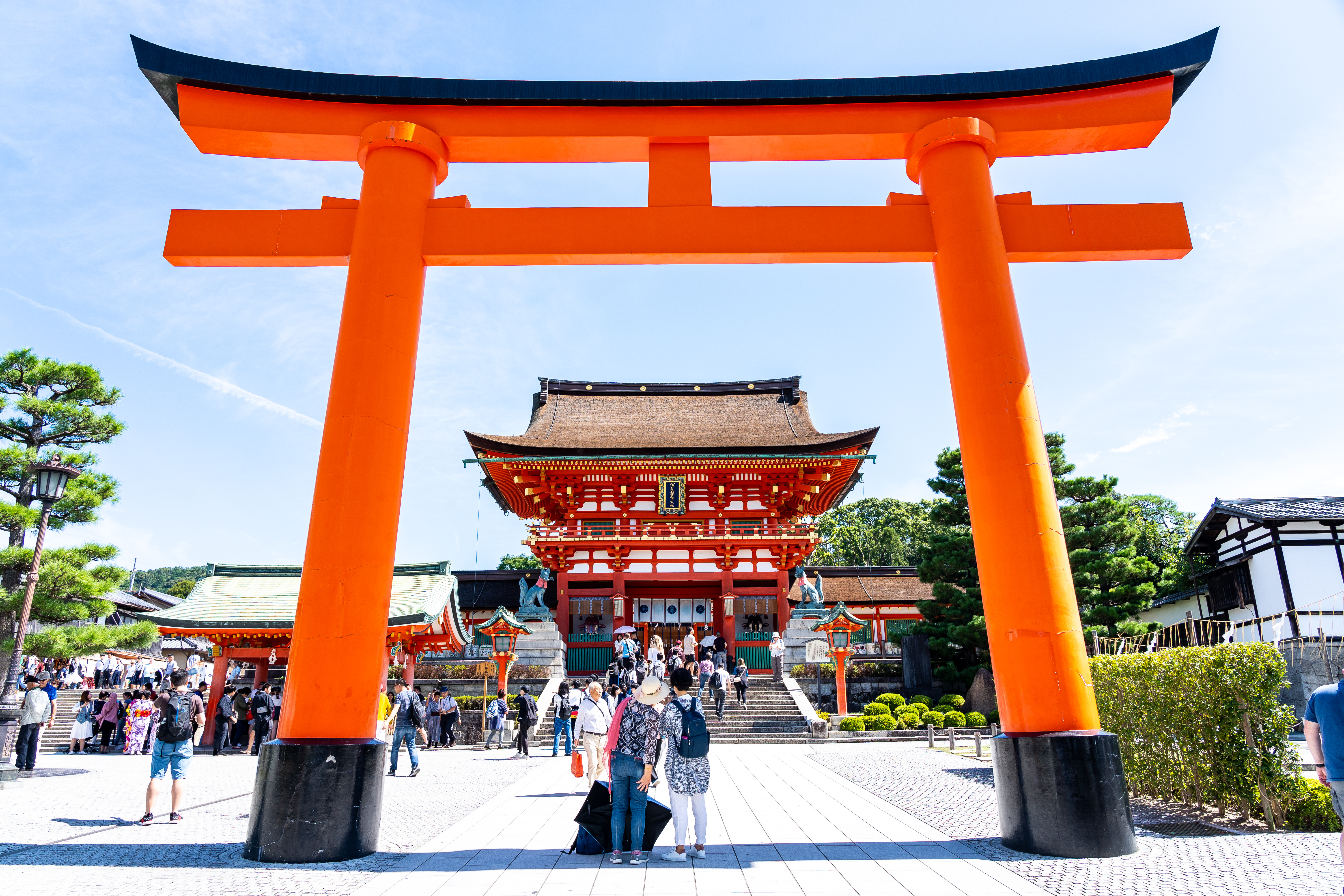
Torii na vstupu (2019)
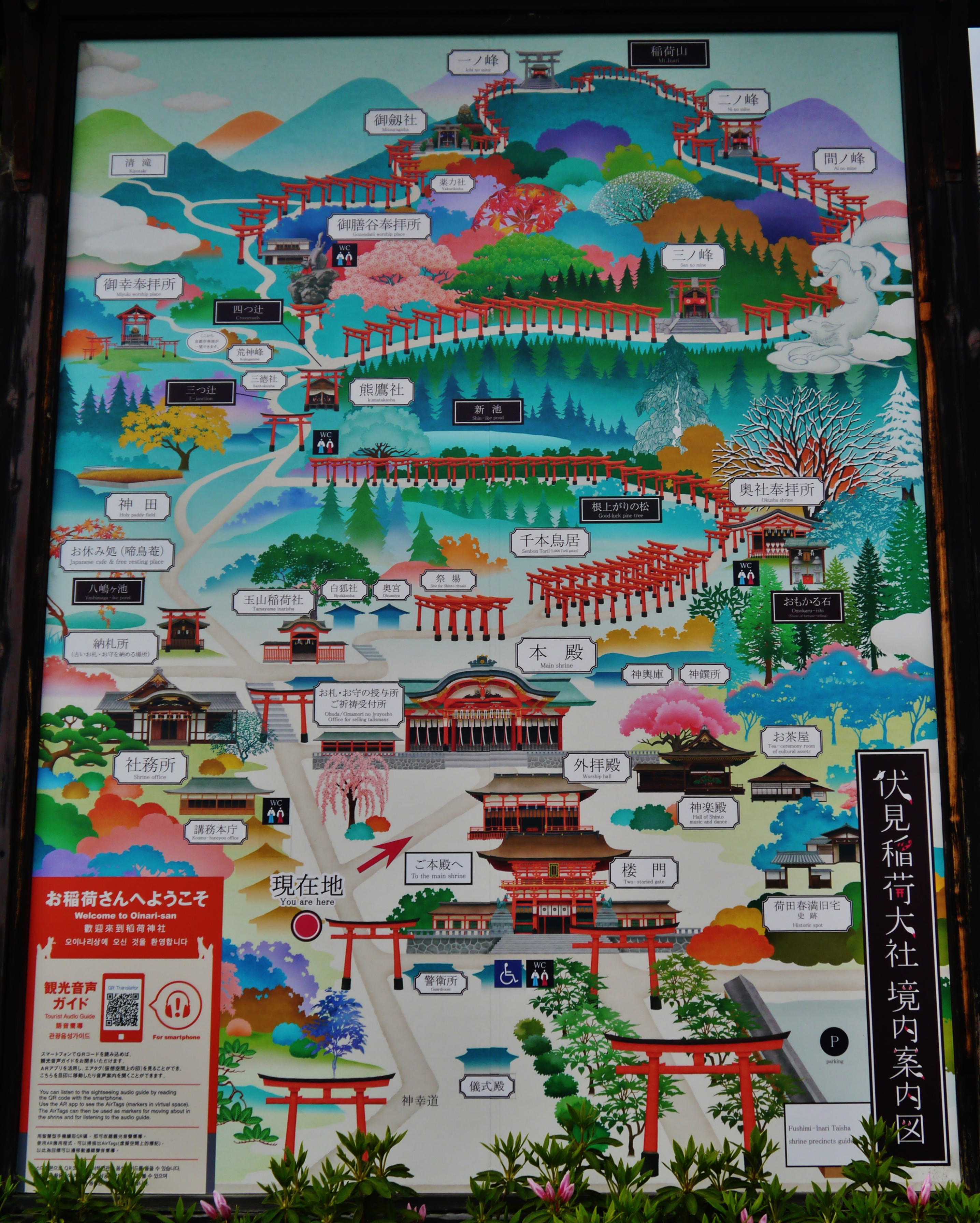
Mapa okružní cesty
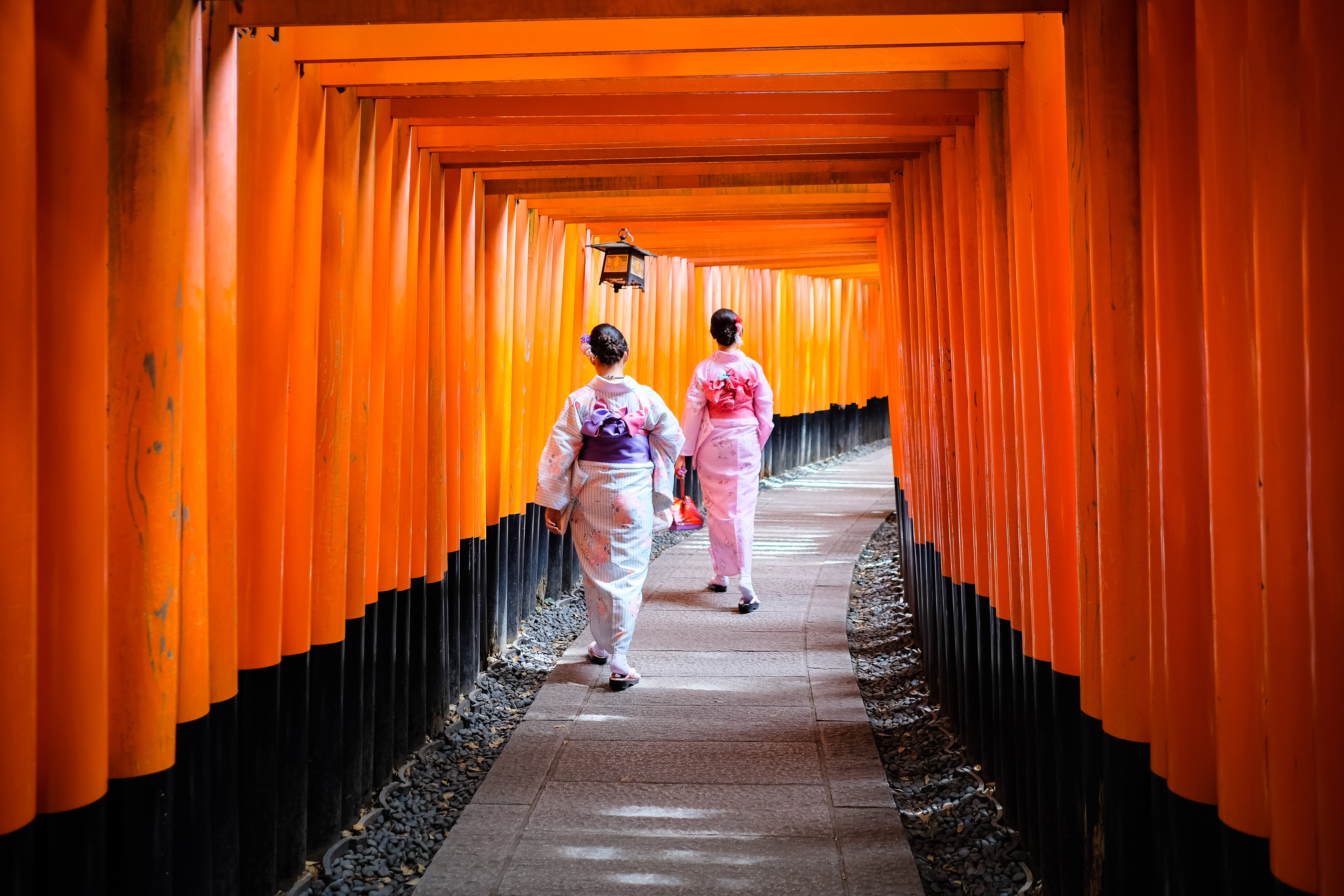
Tunel z bran torii
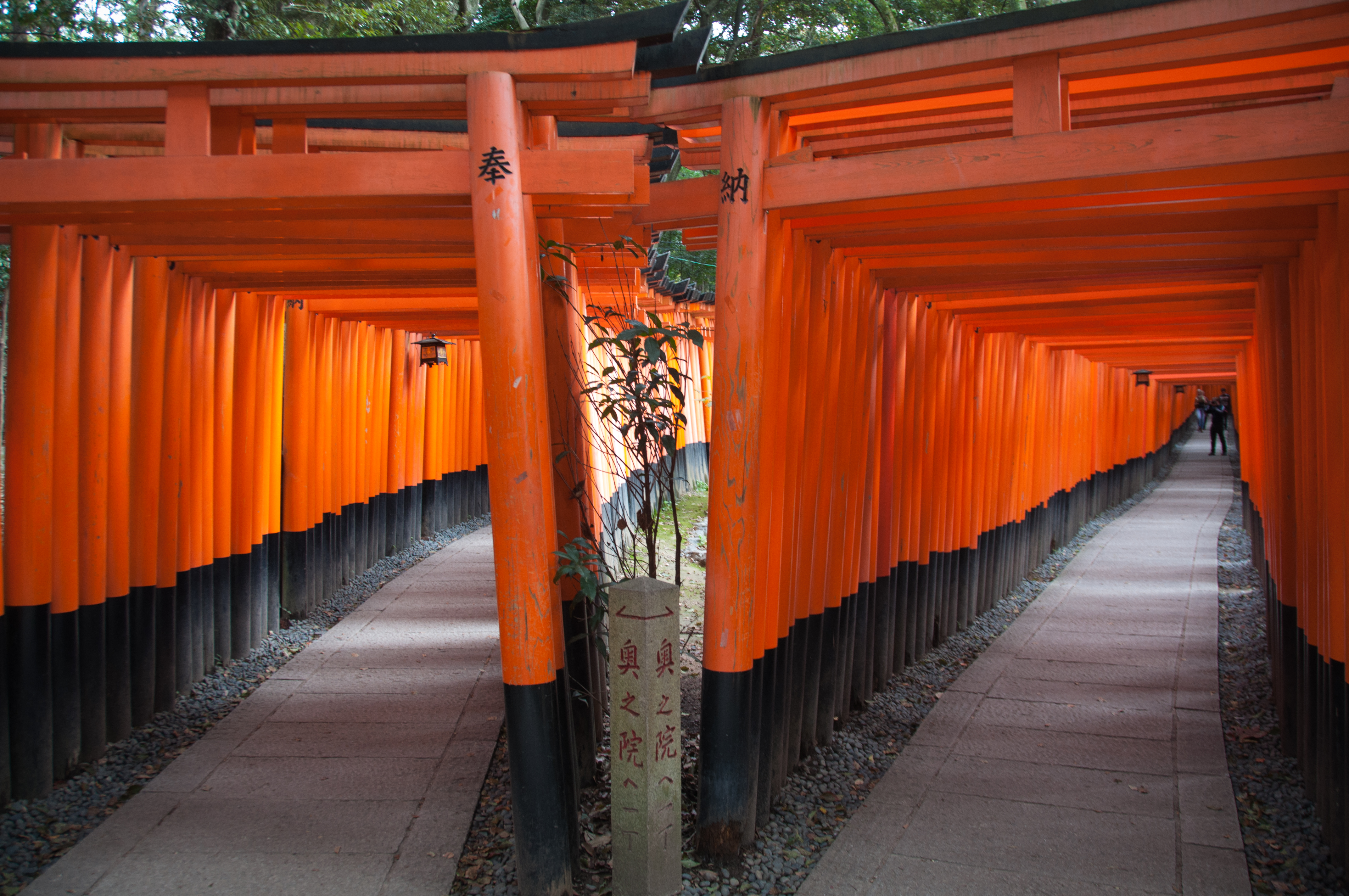
Tunely z bran torii
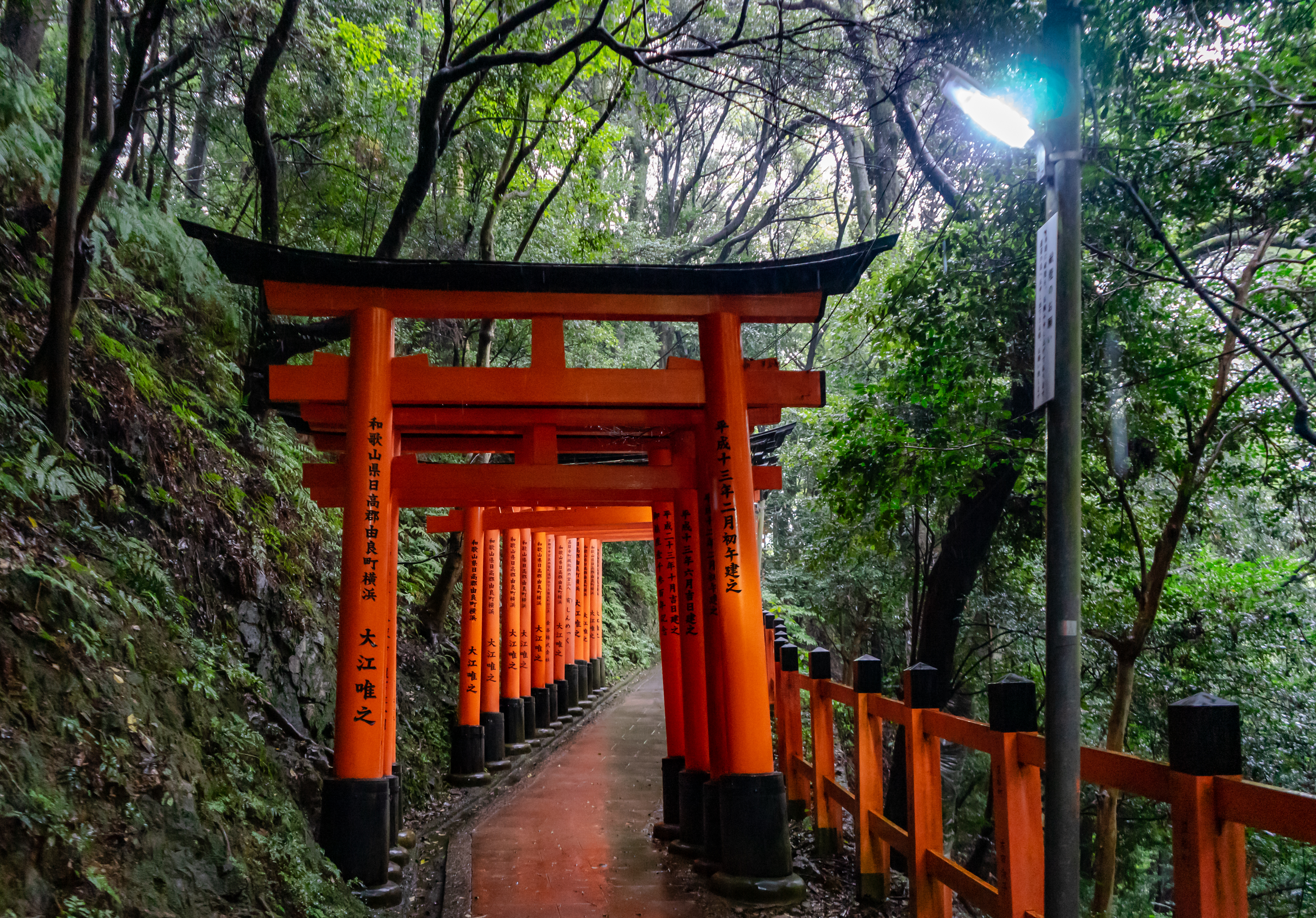
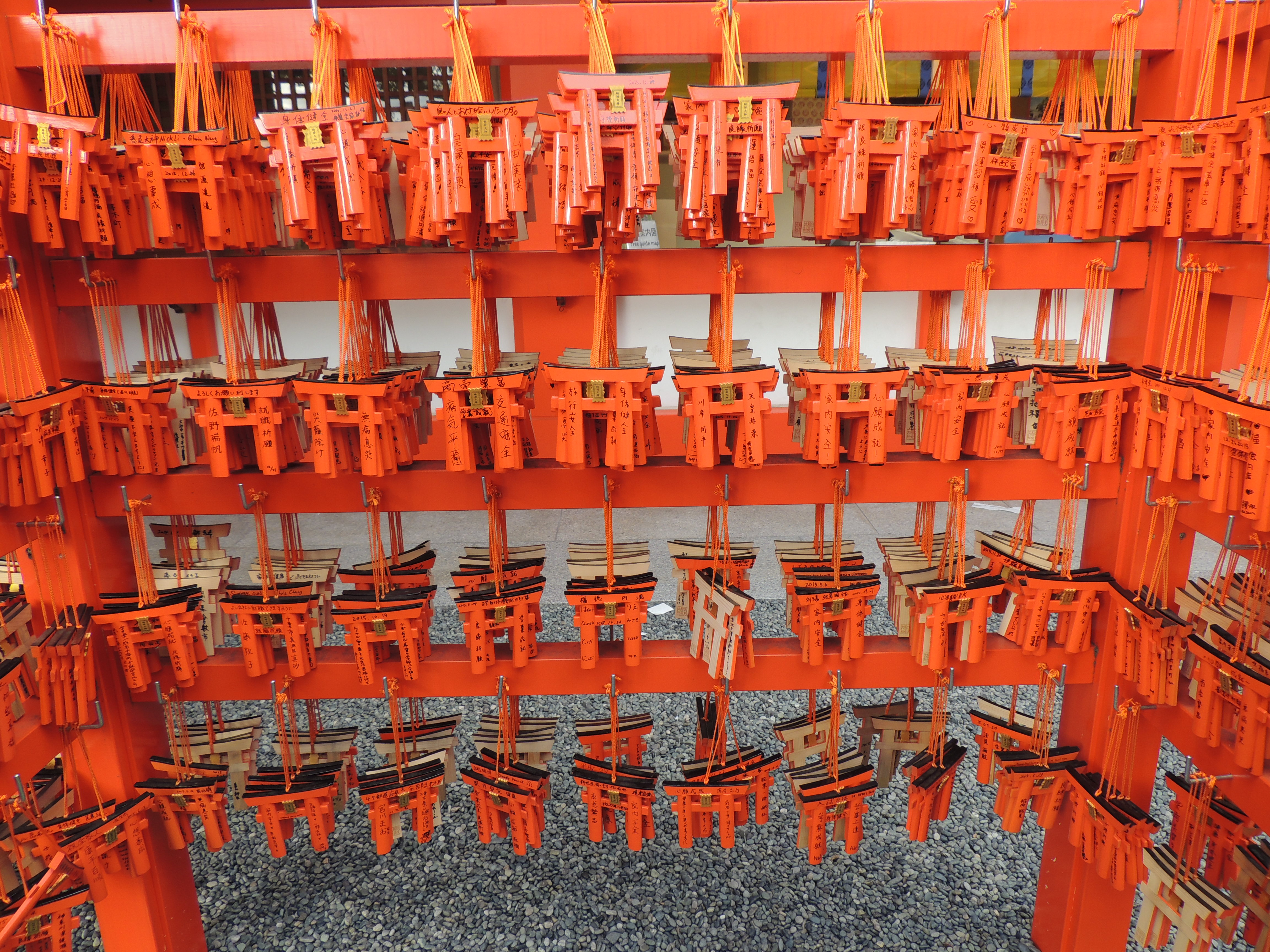
Přání na malých torii
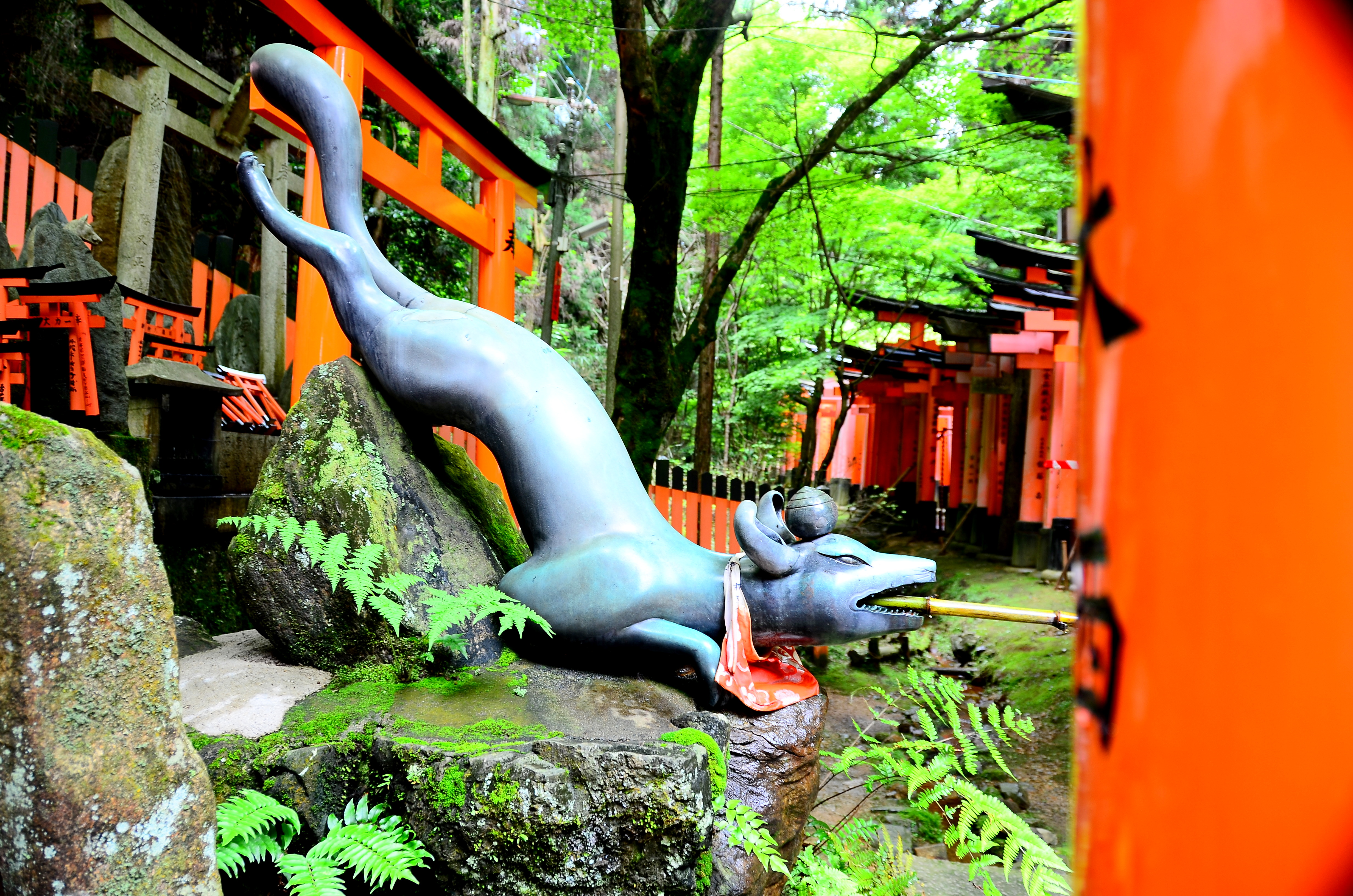
Liščí fontána
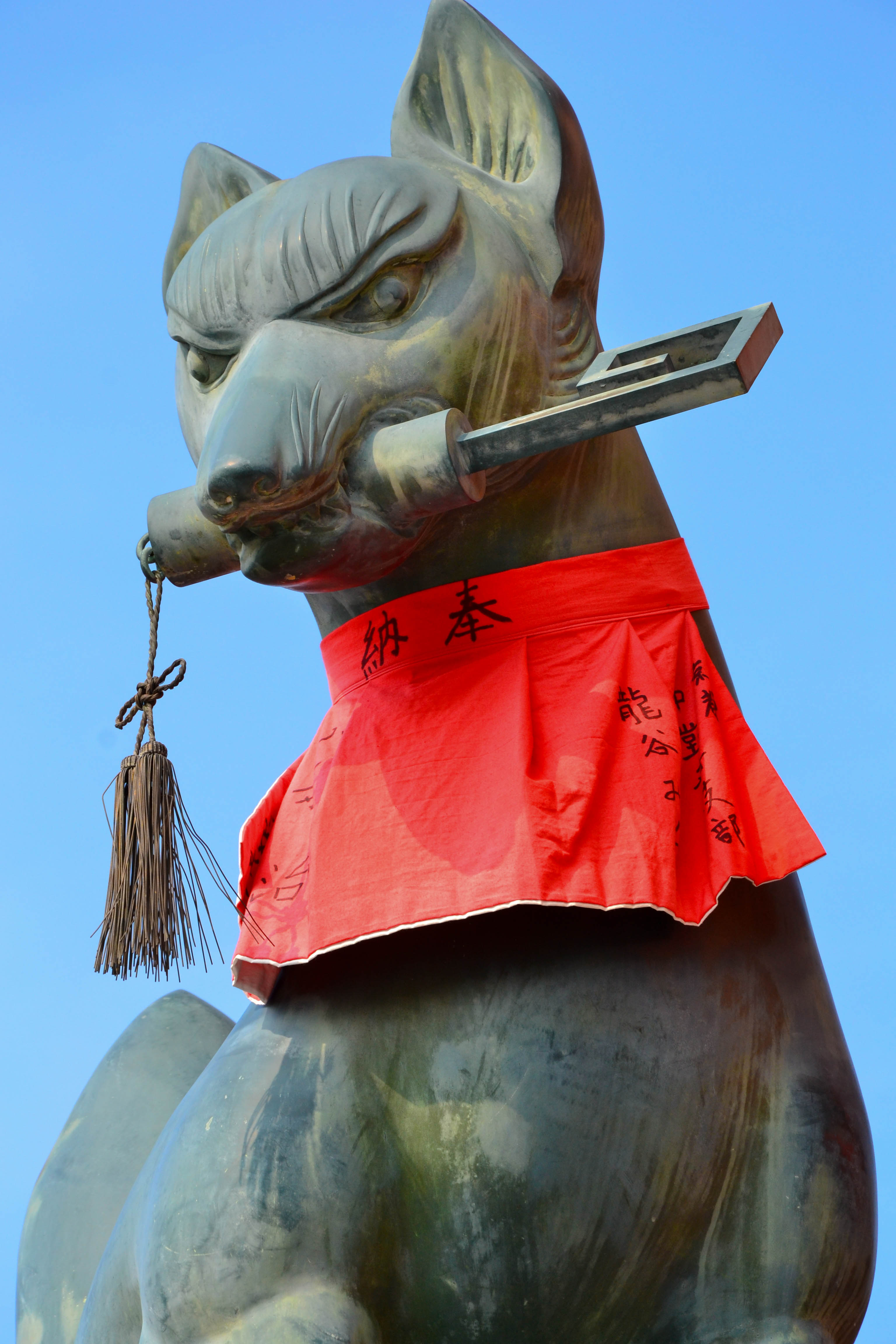
Liščí strážce
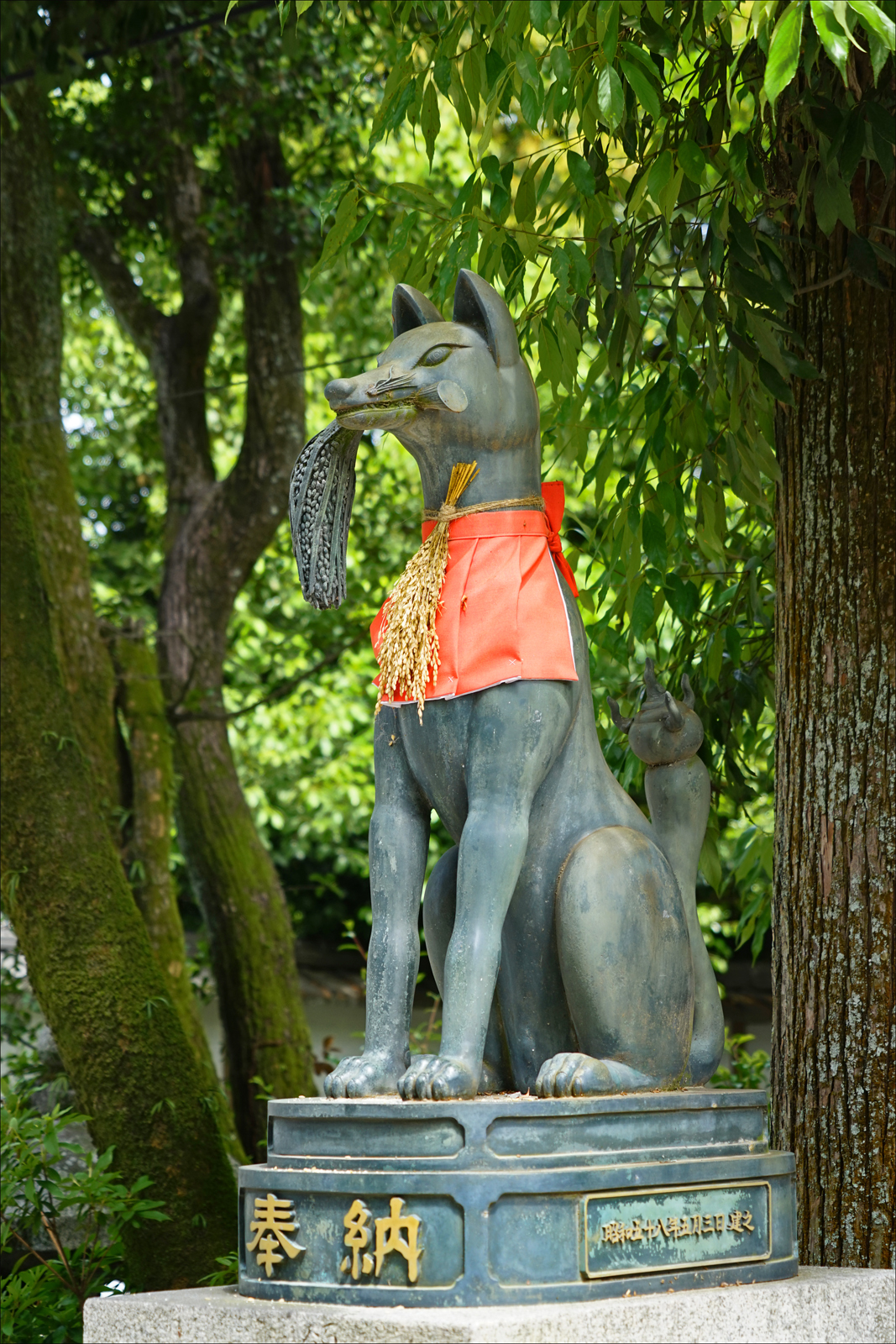
Liščí posel
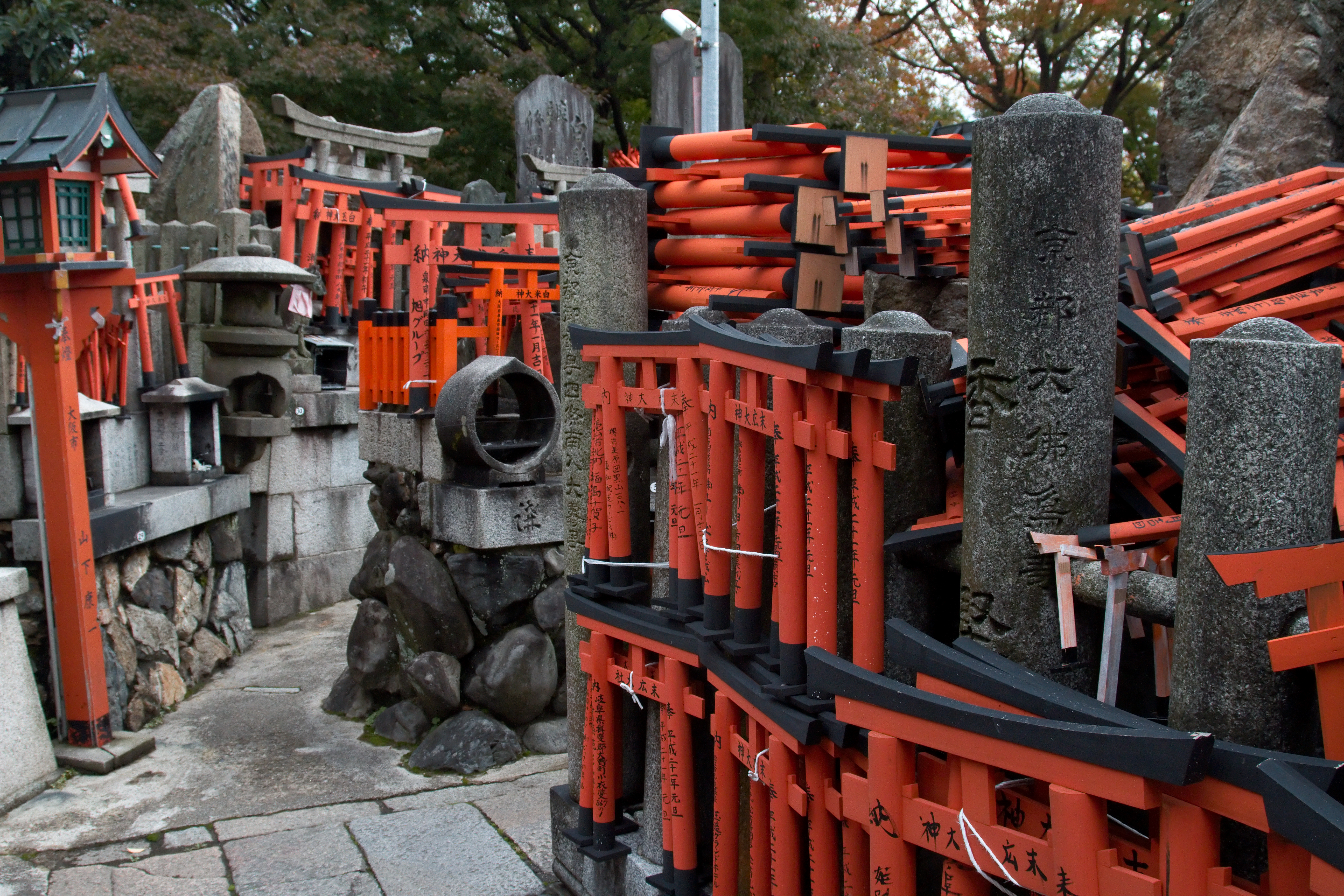
Svatyně na vrcholu